# هو الزمان (ألبوم)
هو الزمان هو التسجيل الأول للمطربة اللبنانية هيفاء وهبي٬ صدر في يونيو 2002 وقد ٱحتوى الألبوم على 10 أغاني. حقق هذا الألبوم شهره كبيرة ومبيعات عالية.
واتهمت هيفا بانها تغري المشاهدين في أول كليب لها «اقول اهواك» وقد حقق هذا الكليب شهرة عالمية في وقت قصير وكما اثر جمالها جدا بالكليب، ويذكر نجاح أغنية «قلولي عنو كلام» جدا في لبنان والعالم العربي.

## الأغاني
- أجمل صدفة
- احلى كلام
- اقول اهواك
- بدي وما بدي
- سلم حالك
- قلولي عنو كلام
- كان وكان
- ما صار
- هو الزمان
- وحدي

## الفيديو كليب
- اقول اهواك (2002)
- بدي وما بدي (2002)
- وحدي (2002)
- ما صار (2003)